# Charles Poisot
Charles-Émile Poisot, född den 7 juli 1822 i Dijon, död där den 4 mars 1904, var en fransk musikskriftställare och tonsättare. 
Poisot ingick 1844 som elev vid Conservatoire de Paris. Han utgav Histoire de la Musique en France, dépuis les temps les plus reculés jusqu'à nosjours (Paris, Dentu, 1860) et cetera. Poisot komponerade operetter, trio för piano, violin och violoncell, fantasier et cetera för piano.